# الحارس الشخصي (ألبوم موسيقى تصويرية)
الحارس الشخصي: ألبوم موسيقى تصويرية أصلي (بالإنجليزية: The Bodyguard: Original Soundtrack Album) هو ألبوم موسيقى تصويرية من فيلم الحارس الشخصي، صدر في 17 نوفمبر عام 1992، الجانب الأول من الألبوم يضم أغاني لويتني هيوستن، في حين أن الجانب الثاني يضم أغاني لعدة فنانين موسيقيين آخرين. شارك في الإنتاج التنفيذي للألبوم ويتني هيوستن وكلايف دافيس وأصبح الألبوم واحد من الألبومات الأكثر مبيعاً على الإطلاق.

## روابط خارجية
- الحارس الشخصي على موقع أول موفي (الإنجليزية)